# Calanthe duyana
Calanthe duyana är en orkidéart som beskrevs av Leonid Vladimirovitj Averjanov. Calanthe duyana ingår i släktet Calanthe och familjen orkidéer.
Artens utbredningsområde är Vietnam. Inga underarter finns listade i Catalogue of Life.